# Churszed Kachorow
Churszed Kachorow (ur. 20 lutego 1992 w Duszanbe) – niemiecki zawodnik mieszanych sztuk walki (MMA) pochodzenia tadżykistańskiego. Aktualnie związany z amerykańską organizacją PFL, w której jest zwycięzcą i mistrzem europejskiego turnieju w wadze koguciej z 2023. Były mistrz polskiej organizacji EFM w wadze koguciej z 2020. Walczył również dla organizacji Bellator MMA oraz German MMA Championship.

## Osiągnięcia

### Mieszane sztuki walki
- EFM Show
  - 2020: Mistrz EFM w wadze koguciej[4]
- Professional Fighters League
  - 2023: Mistrz i zwycięzca turnieju PFL Europe w wadze koguciej[3]

## Lista walk w MMA
| Wynik     | Bilans | Przeciwnik (bilans przed walką) | Rozstrzygnięcie                   | Runda | Czas | Rozgrywki                            | Data       | Miejsce             | Uwagi                                                                                                   |
| --------- | ------ | ------------------------------- | --------------------------------- | ----- | ---- | ------------------------------------ | ---------- | ------------------- | --- |
| Wygrana   | 13-1   | Tuomas Grönvall (12-6-1)        | KO (cios pięścią)                 | 3     | 1:11 | PFL Europe 2: 2024 Regular Season    | 08.06.2024 | Newcastle upon Tyne | Ćwierćfinał turnieju PFL Europe w wadze koguciej.                                                       |
| Wygrana   | 12-1   | Frans Mlambo (15-5)             | KO (prawy hak i ciosy w parterze) | 2     | 2:32 | PFL Europe 4: 2023 Championships     | 08.12.2023 | Dublin              | Wygrał finał turnieju PFL Europe w wadze koguciej oraz zdobył turniejowy pas mistrzowski. Co-Main Event |
| Wygrana   | 11-1   | Ali Taleb (9-0)                 | Decyzja (jednogłośna)             | 3     | 5:00 | PFL Europe 3: 2023 Playoffs          | 30.09.2023 | Paryż               | Półfinał turnieju PFL Europe w wadze koguciej.                                                          |
| Wygrana   | 10-1   | Moktar Benkaci (20-7)           | Decyzja (jednogłośna)             | 3     | 5:00 | PFL Europe 2: 2023 Regular Season    | 08.07.2023 | Berlin              | Ćwierćfinał turnieju PFL Europe w wadze koguciej. Co-Main Event                                         |
| Wygrana   | 9-1    | Lasha Abramishvili (4-1-1)      | TKO (ciosy pięściami w parterze)  | 2     | 0:30 | NFC 12                               | 18.02.2023 | Bonn                | Main Event                                                                                              |
| Przegrana | 8-1    | Brett Johns (17-3)              | TKO (ciosy pięściami w parterze)  | 3     | 3:00 | Bellator 275: Mousasi vs. Vanderford | 25.02.2022 | Dublin              | |
| Wygrana   | 8-0    | Jair Junior (6-2)               | Decyzja (jednogłośna)             | 3     | 5:00 | Bellator 267: Lima vs. MVP 2         | 01.10.2021 | Londyn              | Debiut w Bellator MMA.                                                                                  |
| Wygrana   | 7-0    | Sylvain Sommereisen (8-5)       | TKO (ciosy pięściami)             | 3     | 1:37 | National Fighting Championship 3     | 23.05.2021 | Bonn                | |
| Wygrana   | 6-0    | Patryk Chrobak (3-0)            | KO (kolana)                       | 2     | 2:23 | EFM 4: Walka o Niepodległość         | 10.11.2020 | Szczecin            | Zdobył pas mistrzowski EFM w wadze koguciej. Co-Main Event                                              |
| Wygrana   | 5-0    | Stipe Brčić (5-0)               | KO (cios)                         | 2     | 3:55 | GMC 18                               | 02.02.2019 | Hamburg             | |
| Wygrana   | 4-0    | Said Eidi (3-3)                 | TKO (ciosy pięściami)             | 3     | 1:51 | GMC 16                               | 01.09.2018 | Kolonia             | |
| Wygrana   | 3-0    | Amir Safi (0-0)                 | TKO (kopnięcie i ciosy pięściami) | 2     | 0:23 | GMC 15                               | 30.06.2018 | Neu-Ulm             | |
| Wygrana   | 2-0    | Guy Da Silva (3-0)              | Decyzja (jednogłośna)             | 3     | 5:00 | GMC 14                               | 24.02.2018 | Castrop-Rauxel      | |
| Wygrana   | 1-0    | Ajmal Sultani (0-3)             | KO (cios pięścią)                 | 1     | 2:02 | GMC 12                               | 23.09.2017 | Castrop-Rauxel      | Debiut w wadze koguciej.                                                                                |